# (28496) 2000 CR68
2000 سي أر 68 (ويعرف أيضًا باسم (28496) 2000 سي أر 68 وفق تسمية الكوكب الصغير) (بالإنجليزية: 2000 CR68)‏ هو كويكب ضمن حزام الكويكبات؛ وترتيبه 28496 من حيث الاكتشاف.
اكتُشف هذا الجُرم الفلكي بواسطة سبيس واتش في 1 فبراير 2000.

## وصلات خارجية
- (28496) 2000 CR68 في قاعدة بيانات مختبر الدفع النفاث لأجرام النظام الشمسي الصغيرة

- الاكتشاف · مخطط المدار ·  العناصر المدارية · المعلمات المادية

- (28496) 2000 CR68 على موقع ويكي سكاي: DSS2, SDSS, GALEX, IRAS, Hydrogen α, X-Ray, Astrophoto, Sky Map, Articles and images